# Diocesi di Zoara
La diocesi di Zoara (in latino Dioecesis Zoarensis) è una sede soppressa del patriarcato di Gerusalemme e una sede titolare della Chiesa cattolica.

## Storia
Zoara, identificabile con le rovine di Gūr-es-Sāfiyeh nell'odierna Giordania, è un'antica sede vescovile della provincia romana della Palestina Terza nella diocesi civile d'Oriente. Faceva parte del patriarcato di Gerusalemme ed era suffraganea dell'arcidiocesi di Petra.
Diversi sono i vescovi attribuiti a questa antica diocesi. La Peregrinatio Aetheriae racconta l'incontro avuto a Gerusalemme dalla pellegrina Egeria nel IV secolo con il vescovo di Zoara, di cui tuttavia non riporta il nome. Un'epigrafe ha restituito il nome del vescovo Apses, morto il 29 luglio 369. Musonio prese parte al secondo concilio di Efeso nel 449 e al concilio di Calcedonia nel 451. Isidoro prese parte al concilio di Gerusalemme del 518 e sottoscrisse la lettera sinodale del patriarca Giovanni di Gerusalemme contro Severo di Antiochia. Giovanni nel mese di settembre 536 firmò gli atti del sinodo convocato dal patriarca Pietro contro Antimo di Costantinopoli e che vide riuniti assieme i vescovi delle Tre Palestine; nello stesso anno, a maggio, Giovanni prese parte anche al concilio di Costantinopoli riunito dal patriarca Mena per condannare Antimo, Severo di Antiochia e i loro sostenitori.
Nel territorio di Zoara, nel sito noto con il nome di santuario di Lot, sono state scoperte alcune iscrizioni dedicatorie, che aggiungono due nuovi nomi alla lista episcopale dell'antica diocesi, Pietro e Giacomo, e quello di un corepiscopo, Cristoforo, vissuto alla fine del VII secolo, epoca in cui la diocesi probabilmente non esisteva più.
Dal XVIII secolo Zoara è annoverata tra le sedi vescovili titolari della Chiesa cattolica; la sede è vacante dal 25 agosto 2001.

## Cronotassi

### Vescovi greci
- Anonimo † (fine IV secolo)
- Apsés † (? - 29 luglio 369 deceduto)
- Musonio † (prima del 449 - dopo il 451)
- Isidoro † (menzionato nel 518)
- Giovanni † (menzionato nel 536)
- Pietro † (menzionato nel 572/573)
- Giacomo † (menzionato nel 605 o 607)
- Cristoforo † (menzionato nel 692) (corepiscopo)

### Vescovi titolari
- Francesco Maria Cutroneo † (15 marzo 1773 - novembre 1780 deceduto)
- José Nicolau de Azevedo Coutinho Gentil † (18 luglio 1783 - 1807 deceduto)
- Jean-Henri Baldus, C.M. † (2 marzo 1844 - 29 settembre 1869 deceduto)
- Claude-Thierry Obré † (14 dicembre 1877 - 14 dicembre 1881 deceduto)
- Pedro José Sánchez Carrascosa y Carrión, C.O. † (30 marzo 1882 - 1896 deceduto)
- Patrick Vincent Dwyer † (30 gennaio 1897 - 9 luglio 1909 succeduto vescovo di Maitland)
- René-Marie-Joseph Perros, M.E.P. † (17 settembre 1909 - 27 novembre 1952 deceduto)
- Antonio Capdevilla Ferrando, C.M. † (24 marzo 1953 - 12 agosto 1962 deceduto)
- Wacław Skomorucha † (21 novembre 1962 - 25 agosto 2001 deceduto)